# 大和民族
- 關於涵盖日本三大民族及日本国公民的国族概念，亦即广义上的“日本人”，請見「日本民族」。

大和民族（日语：／ Yamato Minzoku ?），又稱和人（日语：／ Wajin ?），為日本主體民族，經常被當成日本民族的同義詞，以日本語為母語，佔當前日本人口98.5%。

## 概要

### 起源
大和民族最初是指生活在奈良盆地的大和國（有可能就是《三國志》所記載的邪馬臺國）的族群。有研究指出日本主要人口由绳文人、彌生人以及来自東亞大陸地区的漢族、朝鮮族等渡來人融合而成。大和民族在彌生時代晚期大和王權崛起，不斷地擴張疆土和征服周邊的國家和民族（如隼人和蝦夷），最後形成現在的大和民族。由绳文人与彌生人两大群体构成大和民族的学说称为“二重構造説”即“原本生活在日本列岛的繩文人与后来经大陆而来的彌生人融合成为”。

### 名称
大和民族（现代倭人）最早被中國人稱作倭人，因為其身材相對矮小，直到8世紀他們认为「倭」字帶有貶義，才要求改成「和」。

## 分佈及移居
大和民族的人口約1億2435萬2000人（截至2023年10月1日），主要分布於整個日本列島，全世界大部份國家亦有少量分佈。古代已有一部分大和民族迁徙至中国、朝鮮半島、台灣、东南亚。二戰前，透过日本政府殖民与计划性移民，朝鮮半島、台灣、庫頁島、北方四島、中國東北、夏威夷、關島等南洋廳所属岛屿、拉丁美洲也有所分佈。
二戰後，在美国和苏联主导下，原日本占领区的日本国民、日军战俘大都被遣返回日本本土，总人数超过六百万。其中，蘇聯更趁日本局勢混亂時趁機強佔庫頁島和北方四島，將島上的大和民族和一些日本原住民全趕到北海道。在中國東北則由於日本軍隊的倉皇撤退，有上百万人被滞留。与朝鲜人不同，代表中国的国民政府不承認遗华日侨拥有中华民国国籍，为中华民国国民。包括东北在内，国民政府通过数年集体遣返，将大部分、近四百万日本侨俘遣返回国。
1949年，中華人民共和國成立后，新政府再度集体遣返遗华日侨。而在中國東北當地家庭收留的数千日本人则留居于中国，他们又被稱為日本遺孤。1970年代起，日本遗孤大都选择回到日本。而后，留于中国并拥有中华人民共和国国籍者是为极少数。同时，日本裔（大和民族）不是中华人民共和国官方认可的少數民族。

## 宗教

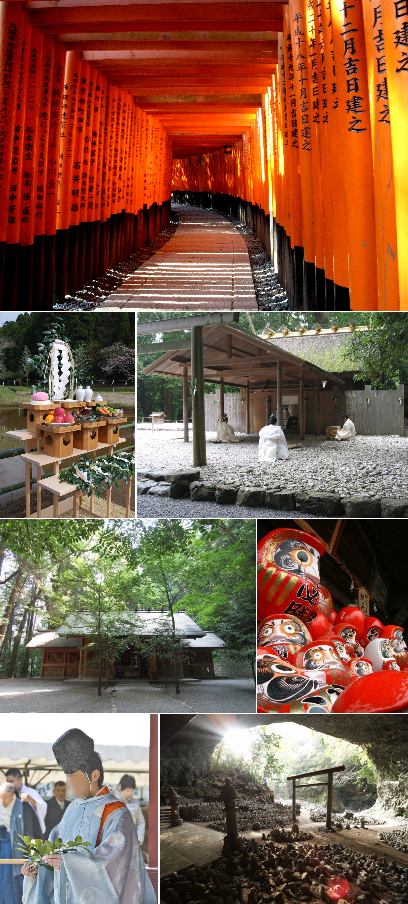

大和民族的傳統信仰為萬物有靈論，稱之為神道，後來佛家、儒家、陰陽家傳至日本，亦對大和民族產生很大的影響。甚至出現神佛習合、陰陽道等混合信仰。基督宗教傳至日本較晚，而且長期受到打壓，在二戰後對日本最大的文化影響為耶誕節和結婚儀式。

### 人祭
古代大和民族盛行人祭，《三國志》就有記載卑彌呼死後，有100名奴婢殉葬。

## 文化

### 刺青

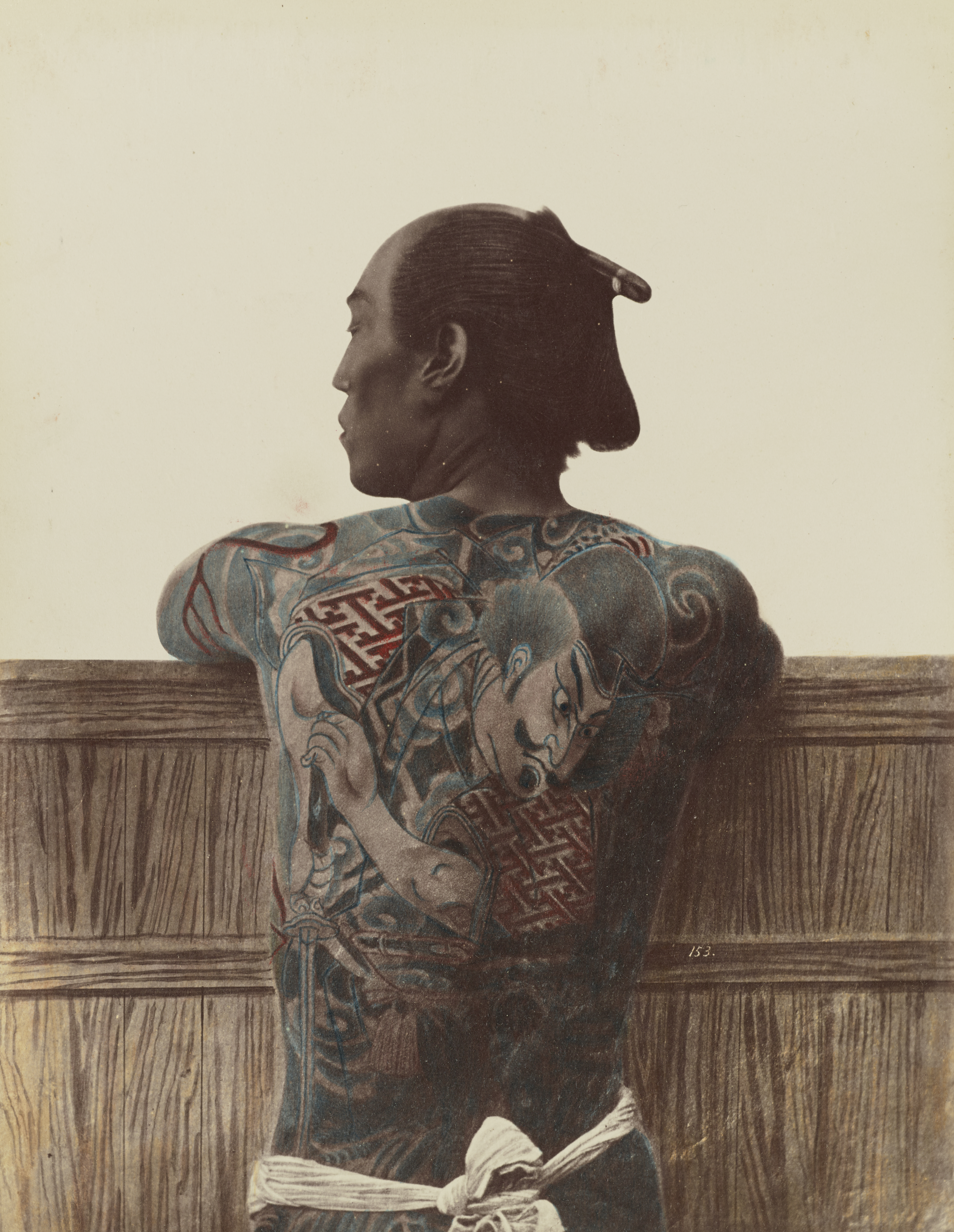
19世紀的刺青男

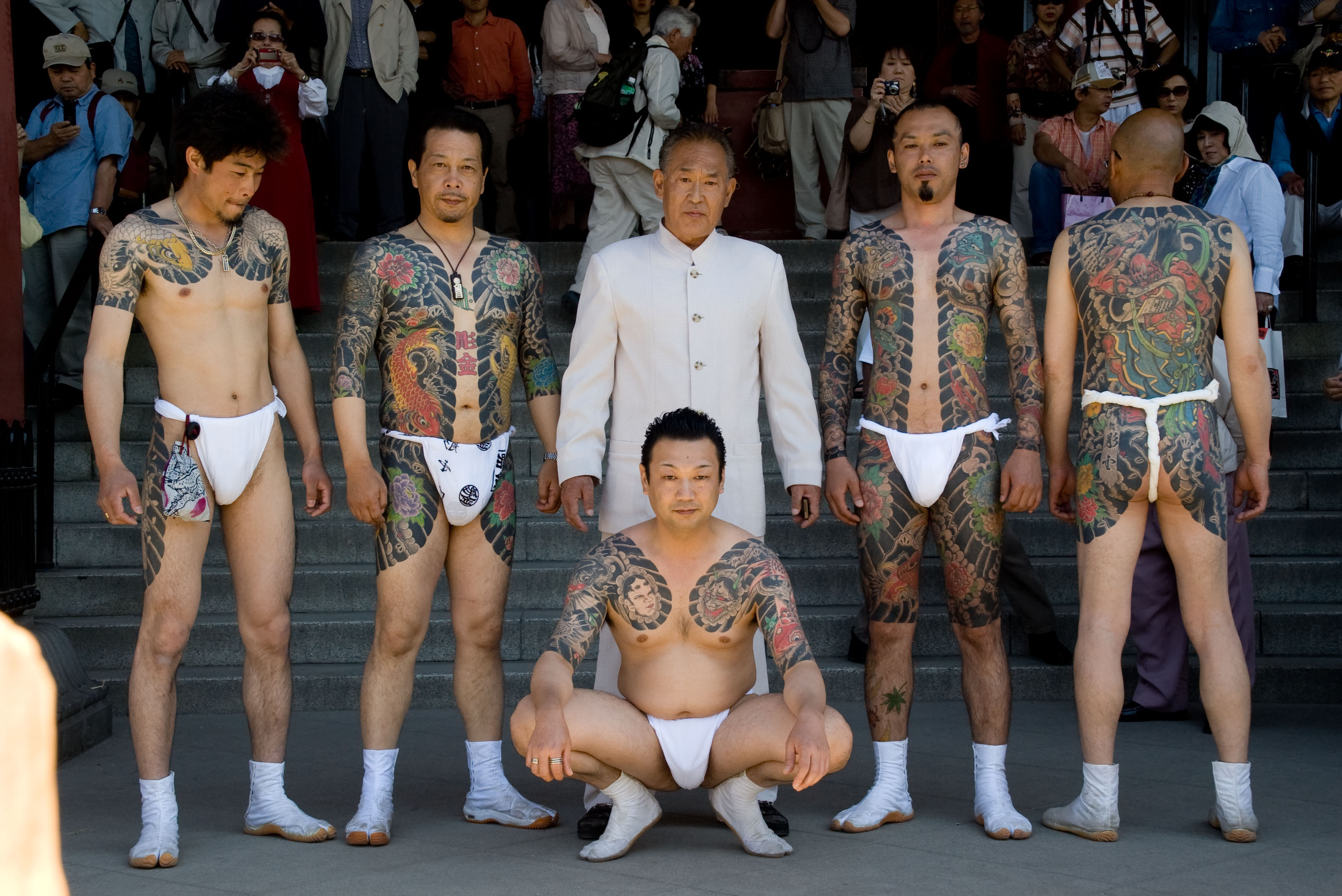
紋身的極道

根據中國史書《三國志》和《後漢書》的記載，和人男性不分年紀都會紋面和紋身，而且圖案會因所屬的部落而不同。由此我們可以推斷和人最起碼在古墳時代就已經有這個習俗。這個習俗在明治時代被禁止，並且成為罪犯的標記。直到1948年的同盟國軍事佔領時期，刺青才再次被合法化，但民間對「有刺青即是罪犯」的印象已根深柢固，直到現在很多公眾場所仍然禁止刺青者入內。

### 黑齒

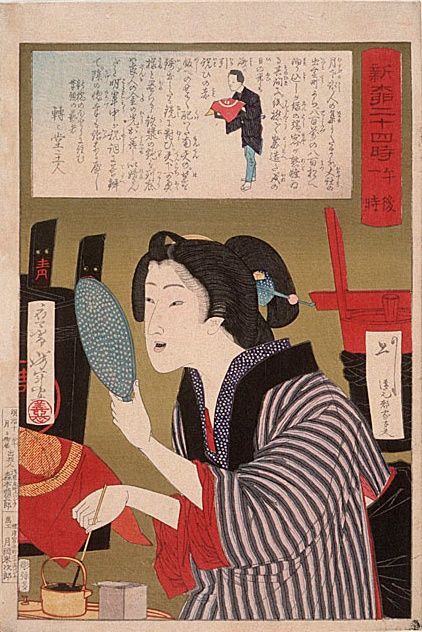
月岡芳年作品《新柳二十四時》中的黑齒姑娘

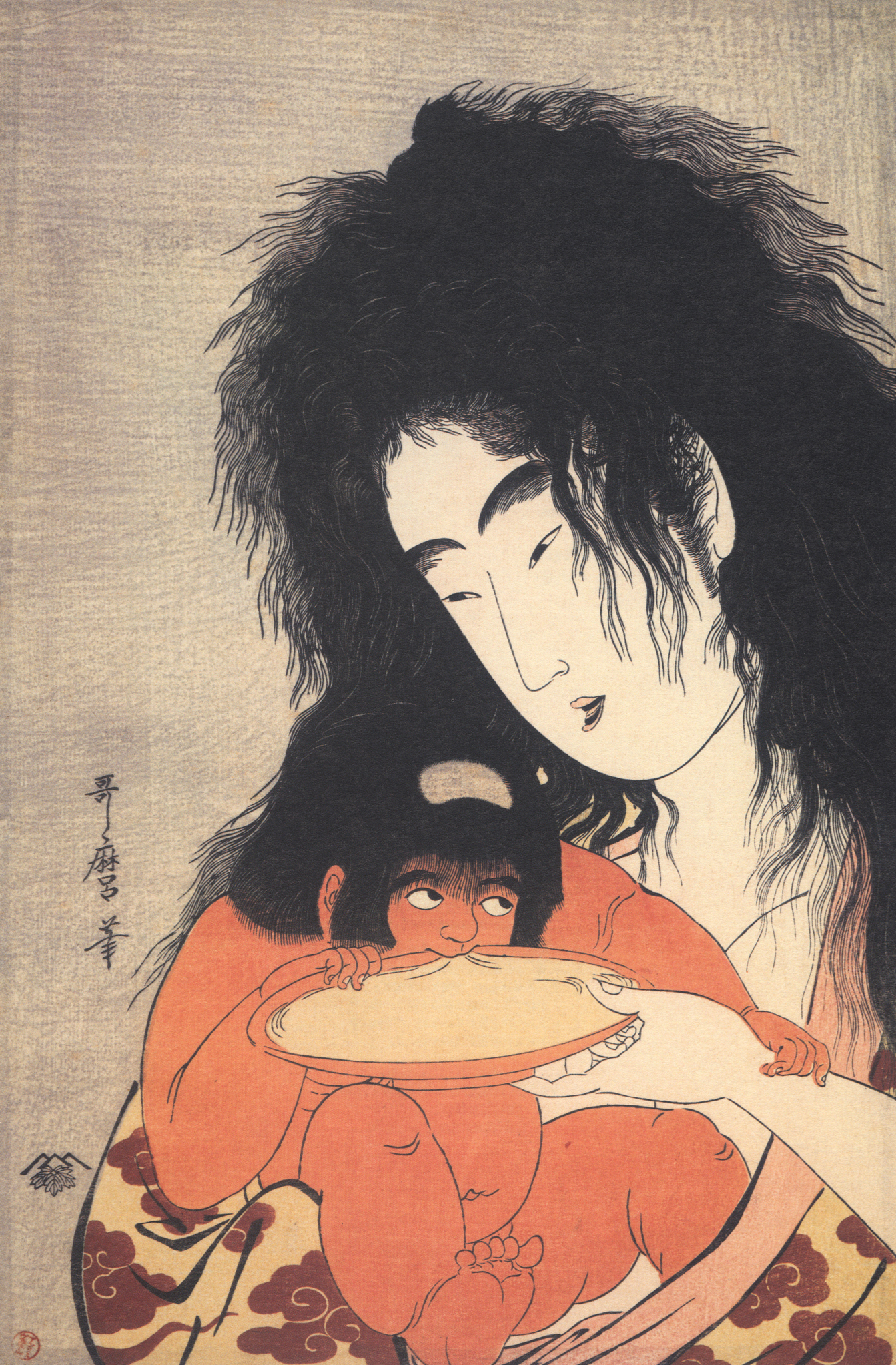
喜多川歌麿作品《山姥與金太郎杯》中的黑齒山姥

古代和人以黑齒為美，最早可追溯至古墳時代。染黑齒在明治時代末期被禁止，但直到大正時代才消失。如今只有在某些節日和電影才會出現。

### 階級
大和民族有嚴格的等級制度，對內分為天皇、公卿、大名、武士、農民、工匠、町人與部落民。明治维新前，除了早期渡来人、大名与武士以外（有姓氏在古代日本是有头有臉的象徵），庶民並無姓氏（也没资格有），天皇為神祇也無姓氏（有名無姓是皇室特權）。